# ژاکلین لارنس (کانویست)
ژاکلین لارنس (انگلیسی: Jacqueline Lawrence؛ زادهٔ ۲۵ آوریل ۱۹۸۲) قایقران کایاک و قایقران کانو اهل استرالیا است.